# Into the Legend
Into the Legend è l'undicesimo album studio del gruppo musicale italiano Rhapsody of Fire, pubblicato il 15 gennaio 2016. Questo è il primo album della band con il bassista Alessandro Sala.
È stato registrato a Trieste presso l'Echoes Studio. Il pianoforte a coda di Shining Star è stato registrato presso l'Urban Recording Studio di Trieste. Il mastering è stato eseguito presso la Maor Appelbaum Mastering (Los Angeles, USA).
È l'ultimo album con Fabio Lione alla voce che si è occupato anche di tutti i testi dell'album e con Alex Holzwarth alla batteria, usciti dalla band rispettivamente nel settembre e ottobre 2016

## Tracce

### Edizione standard
Testi di Fabio Lione, musiche di Alex Staropoli, Manuel Staropoli e Roberto De Micheli.
1. In Principio – 2:45
2. Distant Sky – 4:32
3. Into the Legend – 5:01
4. Winter's Rain – 7:44
5. A Voice in the Cold Wind – 6:18
6. Valley of Shadows – 6:55
7. Shining Star – 4:39
8. Realms of Light – 6:01
9. Rage of Darkness – 6:02
10. The Kiss of Life – 16:45

### Traccia bonus
1. Volar Sin Dolor (versione spagnola di Shining Star) – 4:39

### Traccia bonus giapponese
1. Speranze e Amor (versione italiana di Shining Star) – 4:39

## Formazione

### Gruppo
- Fabio Lione – voce
- Roberto De Micheli – chitarra
- Alessandro Staropoli – tastiere
- Alex Holzwarth – batteria
- Alessandro Sala – basso

Tra i coristi partecipanti all'album è presente anche Giacomo Voli, secondo classificato della seconda edizione di The Voice of Italy (nel 2014) e cantante dei Teodasia, che nel novembre dello stesso anno diventerà il vocalist della band dopo l'uscita di Fabio Lione.

### Ospiti
- Matteo Brenci – chitarra acustica (traccia 7, 11)
- Luca Balbo – pianoforte a coda (traccia 7, 11)
- Manuel Staropoli – duduk
- Vito Lo Re – direzione d'orchestra; Macedonian Radio Symphonic Orchestra (F.A.M.E.'s project)

### Produzione
- Alex Staropoli – produzione, arrangiamento, artwork, grafica
- Maor Appelbaum – mastering
- Felipe Machado Franco – artwork
- Daniele Peluso – fotografia